# Anisochelus neglectus
Anisochelus neglectus är en skalbaggsart som beskrevs av Hermann Burmeister 1844. Anisochelus neglectus ingår i släktet Anisochelus och familjen Melolonthidae. Inga underarter finns listade i Catalogue of Life.